# ایرینا مینخ
ایرینا مینخ (روسی: Ирина Эдвиновна Минх؛ زادهٔ ۱۶ آوریل ۱۹۶۴) بازیکن بسکتبال اهل روسیه بود.